# Yuri de Moscú
Yuri Danílovich, también conocido como Gueorgui Danílovich (del ruso: Юрий Данилович) (1281 - 21 de noviembre de 1325), fue Príncipe de Moscú (1303-1325) y Gran Príncipe de Vladímir (desde 1317). Fue uno de los personajes más desagradables de la historia rusa medieval, y sin embargo, a él debe la ciudad de Moscú su primera elevación.
Yuri era el hijo mayor de Daniel, el primer Príncipe de Moscú, y el hermano mayor de Iván Kalitá. Su primera acción importante fue defender Pereslavl-Zaleski contra el gran duque Andrés III. A la muerte de Andrés en el año siguiente, Yuri tuvo que disputar el título de Gran Príncipe de Vladímir con Miguel Yaroslávich. Mientras que el ejército del Principado de Tver asedió Pereslavl y el propio Moscú, Miguel marchó a la Horda de Oro, donde Uzbeg Kan lo elevó a la posición suprema entre los príncipes rusos. 
Mientras tanto, Yuri organizó el asesinato del príncipe Constantino de Principado de Riazán. Este desafortunado gobernante había sido capturado por el padre de Yuri allá en 1302 y permanecía encarcelado desde entonces en Moscú. Mientras Riazán estaba anonadada por semejante barbaridad, Yuri se anexionó la fortaleza clave de Riazán de Kolomna al Principado de Moscú. También capturó Mozhaisk, que anteriormente perteneció a los príncipes de Smolensk. En 1314, Yuri aseguró el apoyo del metropolitano Pedro de Kiev y formó una alianza con Nóvgorod contra Tver, sintiéndose lo suficientemente fuerte para desafiar a Miguel de Tver en la Horda.
En 1315, Yuri fue a la Horda de Oro y, tras pasar allí dos años, construyó una alianza con Uzbeg Khan. Con el matrimonio de Yuri y la hermana del khan (o jan), Konchaka, Uzbeg Khan depuso a Miguel y nombró a Yuri como Gran Príncipe de Vladímir. De vuelta a Rusia con una gran fuerza de mongoles, Yuri se acercó a Tver. Sin embargo, su ejército fue derrotado, y su hermano Borís y su esposa fueron tomados prisioneros, obligándole a huir a Nóvgorod y pedirla paz. Al morir inesperadamente su esposa, aún retenida en Tver como rehén, Yuri anunció que había sido envenenada por orden de Miguel. El khan reunió a ambos príncipes en Sarái y, después de un juicio, hizo que ejecutaran a Miguel.
Yuri regresó a Vladímir en 1319, odiado por los otros príncipes y por el pueblo, con la orden de  reunir el tributo ruso para la Horda. Pero el sucesor e hijo de Miguel, Dmitri el de los Ojos Terribles, se le opuso. En 1322, Dmitri, buscando venganza por el asesinato de su padre, fue a Sarái y convenció a jan de que Yuri se había apropiado de gran parte del tributo que se le debía a la Horda. Yuri fue llamado a la Horda para un juicio, pero antes de cualquier investigación formal fue asesinado por Dmitri. Ocho meses más tarde, Dmitri fue también ejecutado por la Horda.
Poco antes de su muerte, Yuri guio el ejército de Nóvgorod para luchar con los suecos y fundó un fuerte en la boca del río Nevá. Al firmar el tratado de Oréjovo en 1323, continuó hacia el este y conquistó Veliki Ústiug el mismo año.